# Lou Pecora
Lou Pecora ist ein Filmtechniker für visuelle Effekte, der bei der Oscarverleihung 2015 zusammen mit Richard Stammers, Tim Crosbie und Cameron Waldbauer für den Oscar in der Kategorie Beste visuelle Effekte für seine Arbeit bei X-Men: Zukunft ist Vergangenheit nominiert war. Pecora arbeitete zunächst für die Firma Elastic Reality und wechselte dann zu Digital Domain, wo er noch immer arbeitet. Er war seit dem Beginn seiner Karriere Ende der 1990er Jahre an rund 20 Filmproduktionen beteiligt. Sein Spezialgebiet ist das digitale Compositing. 

## Filmografie
- 1997: Volcano
- 1998: Species II
- 2000: Der Grinch (How the Grinch Stole Christmas)
- 2000: Rules – Sekunden der Entscheidung (Rules of Engagement)
- 2000: Supernova
- 2001: Stormrider
- 2002: Star Trek: Nemesis (Star Trek Nemesis)
- 2002: The Time Machine
- 2003: Looney Tunes: Back in Action
- 2004: I, Robot
- 2005: Stealth – Unter dem Radar (Stealth)
- 2006: Letters from Iwo Jima
- 2006: Flags of Our Fathers
- 2007: Pirates of the Caribbean – Am Ende der Welt (Pirates of the Caribbean: At World’s End)
- 2008: Die Mumie: Das Grabmal des Drachenkaisers (The Mummy: Tomb of the Dragon Emperor)
- 2009: Transformers – Die Rache (Transformers: Revenge of the Fallen)
- 2009: Star Trek
- 2011: Transformers 3 (Transformers: Dark of the Moon)
- 2013: Iron Man 3
- 2014: X-Men: Zukunft ist Vergangenheit (X-Men: Days of Future Past)